# Анам
Анам — царь Урука, правил приблизительно в 1808—1803/1802 годах до н. э. Простой писец, хранитель архива. В 1808 году до н. э., после пленения царя Ираданене царём Ларсы Рим-Сином, Анам захватил власть в городе и правил до 1803 или 1802 года до н. э., когда новое вторжение Рим-Сина положило конец и его правлению и независимости Урука. Анам восстановил стены Урука.
В письме правителя Урука Анама (ок. 1821—1817 до н. э.) говорится, что племена амнанум и яхрурум разбили лагерь возле Урука.
|    | |
| a  | Год Рим-Anum (стал) король BaM 2, 1963 13 25 mu ri-im-{d}a-nu-um lugal-e |
| ba | Год, в котором Рим-Anum король победил земли Emutbal, войска Esznunna, ISIN и Kazallu которые шли вместе против него, чтобы сделать добычу … который был не в счёт с древних времен … и разбили их Year in which Rim-Anum the king defeated the land of Emutbal, the troops of Esznunna, Isin and Kazallu who marched together against him to make booty … which was not counted since ancient times … and defeated them BaM 2, 1963 13 27 mu ri-im-{d}a-nu-um lugal-e ma-da ja-mu-ut-ba-lum{ki} ugnim esz3-nun-na{ki} i3-si-in{ki} u3 ka-zal-lu{ki} e-ne-bi-da-gim nam-ra-ak-a in-szi-su8-ge-esz-am3 ... ni3-ul-ta ... ra la-ba-szid-da-ba ... us2-am3 ...-a-ni-ta gar-da3-a-bi i-ni-in-gar-ra |
| bb | Год Рим-Anum царя, Урук и его территории Year Rim-Anum the king, Uruk and its territory BaM 2, 1963 13 28 mu ri-im-{d}a-nu-um lugal-e unug{ki}-ga u3 a2-dam-bi |
| bc | Год Рим-Anum царя, Урук и его территории Year Rim-Anum the king, Uruk and its territory BM 23192 mu ri-im-{d}a-nu-um lugal-e unug{ki}-ga u3 ma-tu-sza |
| c  | Год Рим-Anum царя, вечное имя его светлость Year Rim-Anum the king, the eternal name of his lordship BaM 2, 1963 13 26 mu ri-im-{d}a-nu-um lugal-e mu da-ri2 nam-en-na-ke4 |
| d  | Год (RIM-Anum король) привести в порядок его разделённым народом Year (Rim-Anum the king) put in order his dispersed people BM 23257; UF 10, 1978, 141 4 mu un suh3-a-bi si bi2-in-si-sa2 |

| V (аморейская) династия Урука |                                    |                      |
| Предшественник: Ираданене     | царь Урука конец XIX века до н. э. | Преемник: Наби-илишу |